# Sturm Pabianice
Die SG Sturm Pabianice war ein Sportverein im deutschen Reich mit Sitz in der heutzutage polnischen Stadt Pabianice in der Woiwodschaft Łódź.

## Geschichte
Die Fußball-Mannschaft stieg zur Saison 1941/42 aus der Bezirksliga in die Gauliga Wartheland auf und wurde dort in die Staffel 2 eingegliedert. In der Saison kam die Mannschaft jedoch nur auf vier gespielte Partien, welche allesamt verloren gehen sollten. Bis auf die 1:5-Niederlage gegen die Sportgemeinschaft Ordnungspolizei Litzmannstadt wurden alle Partien zudem unabhängig vom Ergebnis für den Gegner gewertet. Mit einem Torverhältnis von 1:5 stieg die Mannschaft sofort wieder ab. An Ostern 1943 kam es dann für die Mannschaft noch einmal ein Freundschaftsspiel gegen die SG Union 97, welches mit 4:2 verloren wurde. Spätestens am Ende des Zweiten Weltkriegs wurde der Verein dann auch aufgelöst.